# Nykvarns kommun
59°10′N 17°26′Ø / 59.167°N 17.433°Ø
Nykvarn kommune ligger i det svenske län Stockholms län i Södermanland. Kommunens administrationscenter ligger i byen Nykvarn. Nykvarns kommun er den mindste kommune i Stockholms län målt på indbyggertallet.
Turingeåen løber gennem kommunen, og hjulet i våbenskjoldet symboliserer vandmøllerne og industrierne langs åen.

## Administrativ historie
Nykvarns kommun dannedes 1. januar 1999 ved en deling af Södertälje kommun. Området består af de gamle sogne Taxinge och Turinge, som blev landskommuner i Selebo härad og Öknebo härad da kommunalforodningen i 1862 trådte i kraft. Turinge bestod som selvstændig kommune frem til 1970, mens Taxinge i årene 1952-1970 hørte til byen Mariefred i Södermanlands län. 1971-1998 indgik de i Södertälje.

### Byer
Det er tre byer i Nykvarns kommun.
Indbyggere pr. 31. december 2010.
| # | By            | Befolkning |
| - | ------------- | ---------- |
| 1 | Nykvarn       | 6.497      |
| 2 | Nygårds hagar | 328        |
| 3 | Finkarby      | 214        |